# 아와지 슈조
아와지 슈죠(淡路　修三 1949년 8월 13일~, 일본 도쿄)은 일본 기원 도쿄 본원 소속의 프로바둑 기사이다.

## 생애 및 바둑 입문
- 1949년 8월 13일 일본 도쿄도 출생
- 1968년 입단(入段) 및 초단(初段)
- 1969년 2단(二段) 승단
- 1970년 3단(三段) 승단
- 1971년 4단(四段) 승단
- 1973년 5단(五段) 승단
- 1975년 6단(六段) 승단
- 1977년 7단(七段) 승단
- 1981년 8단(八段) 승단
- 1984년 9단(九段) 승단

## 수상
- 1977년 제21기 일본 총리배 쟁탈전 우승
- 1978년 제9회 신예 토너먼트 대회 우승
- 1980년 제11회 신예 토너먼트 대회 우승(2회 우승)
- 1981년 제25기 일본 총리배 쟁탈전 우승
- 1982년 기도상 수상
- 1983년 제8기 일본 기성전 8단전 우승,제8기 일본 작은기성전 2위,제9기 일본 천원전 2위, 기도상 수상
- 1984년 제39기 일본 본인방전 2위
- 1987년 기도상 수상
- 1989년 제14기 일본 명인전 2위, 기도상 수상
- 1993년 제6회 후지쯔배 세계바둑선수권대회 4위